# Demografia das populações por religião
O primeiro censo a incluir uma pergunta sobre religião foi em 1776, nos territórios canadenses de São João e Nova Escócia. A influência de Adolphe Quételet definiu o início da demografia religiosa internacional, quando ele incluiu a religião como um campo específico numa pesquisa populacional em Bruxelas de 1842 e incorporou-a no censo geral da Bélgica em 1846, o qual se tornou uma referência estatística para padronização dos censos em outros países, que passaram a incluir a categoria.
Esta é uma lista de populações religiosas por número de adeptos e países. 
| Tamanho dos Principais Grupos Religiosos, 2018        | Tamanho dos Principais Grupos Religiosos, 2018        | Tamanho dos Principais Grupos Religiosos, 2018 | Tamanho dos Principais Grupos Religiosos, 2018 | Tamanho dos Principais Grupos Religiosos, 2018 |
| ----------------------------------------------------- | ----------------------------------------------------- | ---------------------------------------------- | ---------------------------------------------- | ---------------------------------------------- |
| Religião                                              |                                                       |                                                | Percentual                                     |                                                |
| Cristianismo                                          | Cristianismo                                          |                                                | 31,5%                                          | 31,5%                                          |
| Islamismo                                             | Islamismo                                             |                                                | 24,6%                                          | 24,6%                                          |
| Não afiliados                                         | Não afiliados                                         |                                                | 15,2%                                          | 15,2%                                          |
| Hinduísmo                                             | Hinduísmo                                             |                                                | 15%                                            | 15%                                            |
| Budismo                                               | Budismo                                               |                                                | 7,7%                                           | 7,7%                                           |
| Religião popular                                      | Religião popular                                      |                                                | 5,9%                                           | 5,9%                                           |
| Outros (inclui Judaísmo, Bahá’í, Siquismo e Jainismo) | Outros (inclui Judaísmo, Bahá’í, Siquismo e Jainismo) |                                                | 1,0%                                           | 1,0%                                           |
| Pew Research Center, 2012                             |                                                       |                                                |                                                |                                                |

## Estimativas aderentes em 2019
O Adherents.com diz "Os tamanhos mostrados são estimativas aproximadas e estão aqui principalmente com a finalidade de ordenar os grupos, não fornecendo um número definitivo".
| Religião                                                     | Aderentes      | Percentagem |
| ------------------------------------------------------------ | -------------- | ----------- |
| Cristianismo                                                 | 2.4 bilhões    | 29.81%      |
| Islamismo                                                    | 1.9 bilhão     | 24.60%      |
| Secular/Não religioso/Agnóstico/Ateu                         | 1.2 bilhão     | 13.91%      |
| Hinduísmo                                                    | 1.15 bilhão    | 14.28%      |
| Budismo                                                      | 521 milhões    | 6.47%       |
| Religião tradicional chinesa                                 | 394 milhões    | 4.89%       |
| Religiões étnicas, excluindo algumas em categorias separadas | 300 milhões    | 3.37%       |
| Religiões tradicionais africanas                             | 100 milhões    | 1.24%       |
| Siquismo                                                     | 30 milhões     | 0.37%       |
| Espiritismo                                                  | 15 milhões     | 0.19%       |
| Judaísmo                                                     | 14.5 milhões   | 0.18%       |
| Bahá'í                                                       | 7.0 milhões    | 0.09%       |
| Jainismo                                                     | 4.2 milhões    | 0.05%       |
| Xintoísmo                                                    | 4.0 milhões    | 0.05%       |
| Cao Dai                                                      | 4.0 milhões    | 0.05%       |
| Zoroastrismo                                                 | 2.6 milhões    | 0.03%       |
| Tenrikyo                                                     | 2.0 milhões    | 0.02%       |
| Neopaganismo                                                 | 1.0 milhão     | 0.01%       |
| Universalismo Unitário                                       | 0.8 milhão     | 0.01%       |
| Rastafári                                                    | 0.6 milhão     | 0.01%       |
| total                                                        | 8.0507 bilhões | 100%        |

## Por proporção

### Cristãos
Países com a maior proporção de cristãos do Cristianismo por país (Desde 2010):

População cristã por país, junho de 2014.

1. Cidade do Vaticano 100% (100% Católica Romana)
2. Ilhas Pitcairn 100% (100% Adventista do Sétimo Dia)[8]
3. Samoa ~99% (principalmente Protestante)[9]
4. Romênia 99% (principalmente Ortodoxa Romena)
5. Samoa Americana 98,3% (principalmente Protestante)[10]
6. Malta 98,1%[11] (principalmente Católica Romana)
7. Venezuela 98%[12] (71% Católica Romana)
8. Grécia 98%[13] (95% Grega Ortodoxa)
9. Ilhas Marshall 97,2% (principalmente Protestante)[14]
10. Tonga 97,2% (principalmente Protestante)[15]
11. San Marino 97%[16] (~ 97% Católica Romana)
12. Paraguai 96,9%[17] (principalmente Católica Romana)
13. Peru 96,5%[18] (principalmente Católica Romana)
14. El Salvador 96,4% (principalmente Católica Romana)[19]
15. Kiribati 96% (principalmente Protestante)[20]
16. Estados Federados da Micronésia ~96% (principalmente Protestante)[21]
17. Barbados 95,1% (principalmente Protestante)[22]
18. Papua Nova Guiné 94,8% (principalmente Protestante)[23]
19. Timor-Leste 94,2%[24] (principalmente Católica Romana)
20. Armênia 93,5%[25] (principalmente Ortodoxa Armênia)

### Muçulmanos
Países com a maior proporção de muçulmanos do Islã por país (Desde 2010) (valores excluindo trabalhadores estrangeiros entre parênteses):
Os dados são baseados no Fórum Pew sobre Religião e Vida Pública

População muçulmana por país, 2014.

1. Afeganistão 99,7%[27] (principalmente sunitas, 20% xiitas)[26]
2. Tunísia 99,5% (principalmente sunita)
3. Irã 99,4% (principalmente xiitas)[28]
4. Azerbaijão 99,2% (65-75% xiitas)[26]
5. Iêmen 99,1% (35-40% xiitas)[26]
6. Mauritânia 99,1%
7. Marrocos ~99%
8. Iraque 99% (65-70% xiitas)[26]
9. Níger 98,6% (principalmente sunita)[26]
10. Somália 98,5% (principalmente sunita)
11. Maldivas 98,4% (principalmente sunitas)
12. Comores 98,3% (principalmente sunitas)[29]
13. Argélia 98%
14. Turquia ~98%
15. Arábia Saudita ~97% (10-15% xiitas)[26]
16. Djibuti 96,9% (principalmente sunitas)[26]
17. Líbia 96,6% (principalmente sunita)[30]
18. Paquistão 96,4%[31]
19. Kuwait ~95% (20-25% xiitas)[26]
20. Egito 94,6% (principalmente sunitas)[26]
21. Bangladesh 89,6% (principalmente sunita)[26]
22. Indonésia 88,2% (principalmente sunita)[26]
23. Bahrein 81,2% (65-75% xiitas) (principalmente xiitas)[32]
24. Serra Leoa 78,00% (principalmente sunitas)[33]
25. Sudão 71,3% (principalmente sunitas)[26]
26. Malásia 60,4% (principalmente sunita)[26]

### Irreligioso e ateu

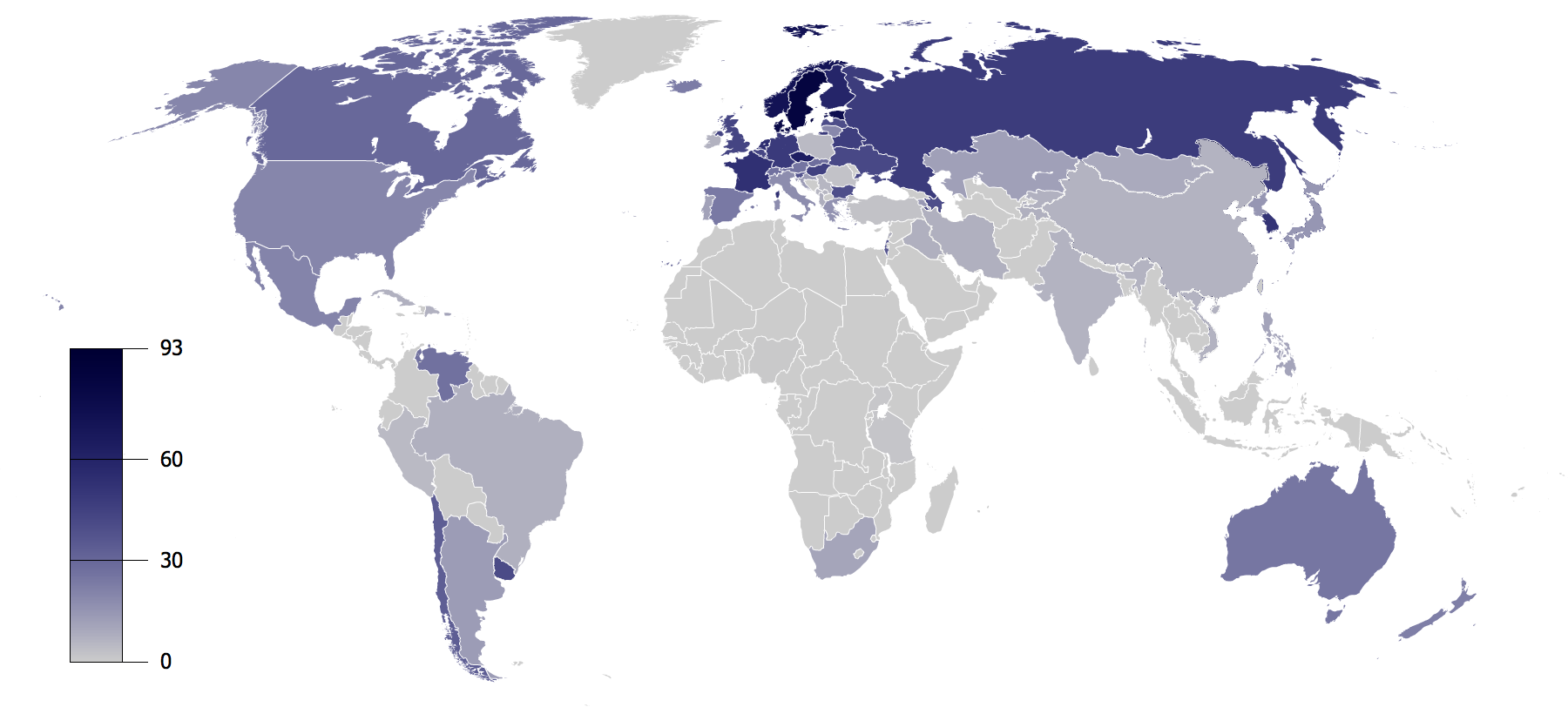
População não religiosa por país, 2006.

Países com a maior proporção de pessoas sem religião (incluindo agnósticos e ateus) de Irreligião por país (Desde 2007):
1. Estônia 71-82% (77%)
2. República Checa 70-81% (76%)
3. Japão 64–88% (76%)[36]
4. Dinamarca 72% (detalhes)
5. Suécia 46-82% (64%) (detalhes)
6. Vietnã 44-81% (63%)
7. Macau 62%[37]
8. Hong Kong 57%[38]
9. França 43–64%[39] (54%)
10. Noruega 31–72% (52%) (detalhes)
11. China 47%[40] (detalhes)
12. Holanda 39–55% (47%)
13. Finlândia 28–60% (44%)
14. Nova Zelândia 42%[41]
15. Reino Unido 31–52% (42%)[39]
  1.  Inglaterra e  País de Gales de 25%[42]
16. Coreia do Sul  30–52% (41%)
17. Alemanha  25[43]–55%[44] (40%)
18. Hungria 32–46% (39%)
19. Bélgica 42–43% (39%)
20. Bulgária 34–40% (37%)
21. Eslovênia 35–38% (37%)
22. Rússia[45]13–48% (31%)

Observações: Classificado por estimativa média entre parênteses. Irreligioso inclui agnóstico, ateu, crente secular e pessoas que não têm aderência religiosa formal. Isso não significa necessariamente que os membros deste grupo não pertençam a nenhuma religião. Algumas religiões se harmonizaram com as culturas locais e podem ser vistas como pano de fundo cultural e não como religião formal. Além disso, a prática de associar oficialmente uma família ou casa a um instituto religioso enquanto não se pratica formalmente a religião afiliada é comum em muitos países. Assim, mais da metade desse grupo é teísta e/ou influenciada por princípios religiosos, mas não religiosos/não praticantes e não são verdadeiros ateus ou agnósticos. Veja Espiritual, mas não religioso. 

### Hindus
Países com a maior proporção de hindus do Hinduísmo por país (Desde 2010):

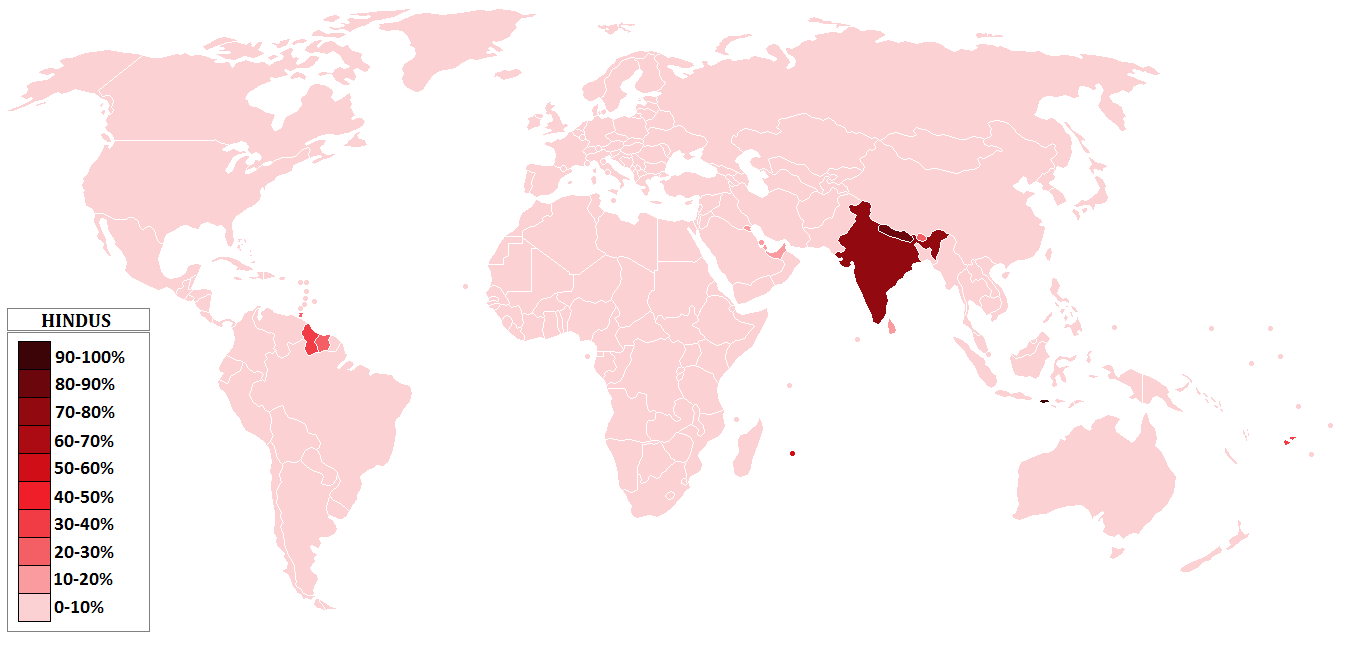
População hindu por país, 2013.

1. Nepal 81,3%[46]
2. Índia 79,8%[47]
3. Maurício 48,54%[48]
4. Fiji 27,9%[49]
5. Butão 25%[50]
6. Guiana 24,8%[51]
7. Suriname 22,3%[52]
8. Trinidad e Tobago 18,2%[53]
9. Emirados Árabes Unidos 15%[54]
10. Sri Lanka 12,6%[55]
11. Kuwait 12%[56]
12. Bangladesh 9,6%[57]
13. Bahrein 8,1%[58]
14. Reunião  6,7%[59]
15. Malásia 6,3%[60]
16. Singapura 5,1%
17. Omã  3%
18. Seicheles 2,1%[61]
19. Nova Zelândia 2,0%[62]
20. Paquistão 1,8%
21. Indonésia 1,7%[63]
22. Reino Unido 1,7%[64]
23. Estados Unidos 0,7%[65]

### Budistas
Países com a maior proporção de budistas do Budismo por país (Desde 2010):

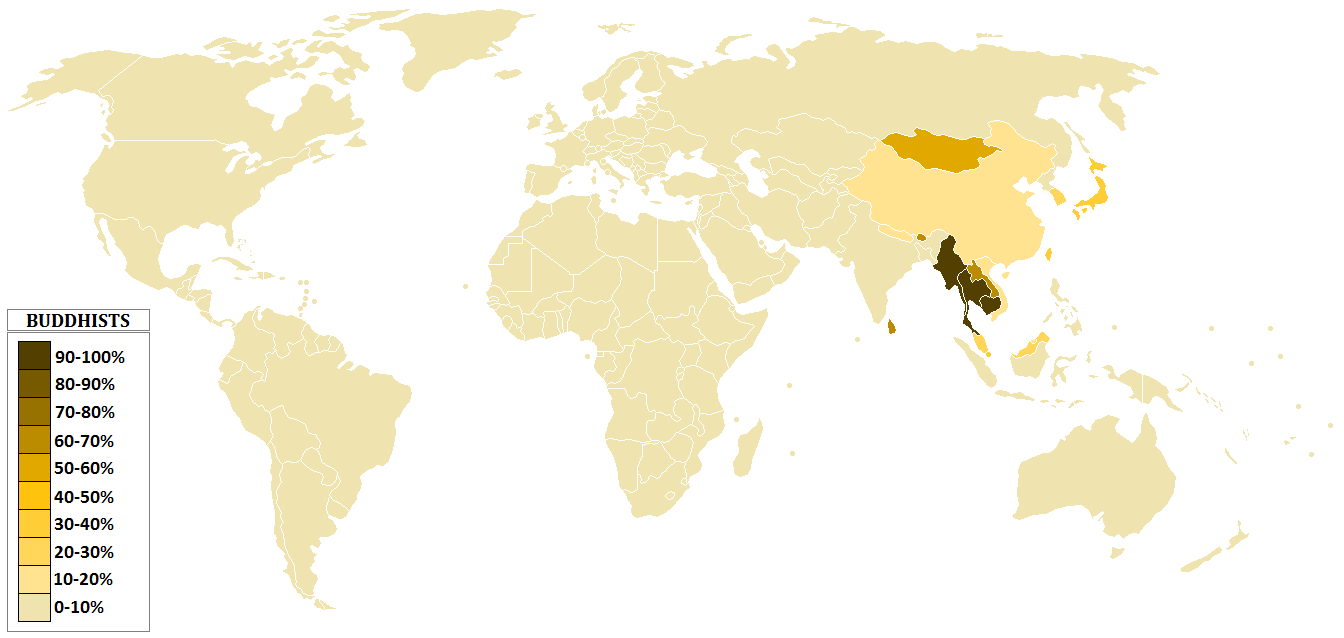
População budista por país, 2010.

- Camboja 96,9%
- Tailândia 93,2%
- Myanmar 80,1%
- Butão 74,70%
- Sri Lanka 69,3%
- Laos 66,0%
- Mongólia 55,1%
- Japão 36,2%
- Taiwan 35,1%
- Singapura 33,2%
- Coreia do Sul 22,9%
- Malásia 19,8%
- China 18,2%
- Macau 17,3%
- Vietnã 16,4%
- Hong Kong 13,2%
- Nepal 10,3%

### Taoistas/Confucionistas/Religiões tradicionais chinesas
Como prática espiritual, o taoismo fez menos incursões no Ocidente do que o budismo e o hinduísmo. Apesar da popularidade de seus grandes clássicos, o I Ching e o Tao Te Ching, as práticas específicas do taoismo não foram promulgadas nos Estados Unidos com muito sucesso; essas religiões não são ubíquas em todo o mundo da mesma forma que são os adeptos das religiões mundiais maiores e permanecem principalmente uma religião étnica. No entanto, ideias e símbolos taoistas como Taijitu tornaram-se populares em todo o mundo através do Tai Chi Chuan, Qigong e várias artes marciais.
1. Taiwan 33–80%[69]
2. China 30%[70]
3. Hong Kong 28%[38]
4. Macau 13,9%[37]
5. Singapura 8,5%[71]
6. Malásia 2,6%[72]
7. Coreia do Sul 0,2% a 1%[73]
8. Vietnã
9. Filipinas 0,01–0,05%
10. Indonésia 0,05%

A religião tradicional chinesa tem 184.000 crentes na América Latina, 250.000 crentes na Europa e 839.000 crentes na América do Norte, conforme a 1998.

### Étnicas e indígenas
Todos os itens abaixo vêm do Relatório de Liberdade Religiosa Internacional do Departamento de Estado dos EUA em 2009, baseado na estimativa mais alta de pessoas identificadas como indígenas ou seguidores de religiões indígenas que foram bem definidas. Devido à natureza sincrética dessas religiões, os seguintes números podem não refletir o número real de praticantes. 
1. Haiti 50%[77]
2. Guiné-Bissau 50%
3. Camarões 40%
4. Togo 33%[78]
5. Costa do Marfim 25%
6. Sudão 25%[79]
7. Benim 23%
8. Burundi 20%
9. Burkina Faso 15%
10. Nova Zelândia 15%[80]
11. África do Sul 15%[81]
12. República Democrática do Congo 12%
13. República Centro-Africana 10%
14. Gabão 10%
15. Lesoto 10%
16. Nigéria 10%
17. Serra Leoa 10%[82]
18. Indonésia 9%[83]
19. Quênia 9%
20. Palau 9%[84]
21. Gana 8,5%
22. Guiné 5%

### Siquismo
Países com a maior proporção de sikhs:
1. Índia 1,8%
2. Reino Unido 1,2%[85][86]
3. Canadá 0,9%[87]
4. Chipre 0,9%[88]
5. Emirados Árabes Unidos 0,7%[88]
6. Malásia 0,5%[89]
7. Fiji 0,3%[90]
8. Singapura 0,3%[91]
9. Estados Unidos 0,2%[92][93]
10. Nova Zelândia 0,2%[94]
11. Austrália 0,1%[95][96]
12. Itália 0,1%[97]

A pátria sikh é o estado de Punjab, na Índia, onde hoje os sikhs representam aproximadamente 61% da população. Este é o único lugar onde os sikhs estão na maioria. Os sikhs emigraram para países de todo o mundo - especialmente para nações de língua inglesa e do leste asiático. Ao fazer isso, eles mantiveram, em um nível incomumente alto, sua identidade cultural e religiosa distinta. Os sikhs não são ubíquos em todo o mundo da mesma forma que os adeptos das religiões mundiais maiores, e eles permanecem principalmente uma religião étnica. Mas eles podem ser encontrados em muitas cidades internacionais e se tornaram uma presença religiosa especialmente forte no Reino Unido e no Canadá.

### Espiritismo
Conforme a 2005
1. Cuba 10,3%
2. Jamaica 10,2%
3. Brasil 4,8%
4. Suriname  3,6%
5. Haiti  2,7%
6. República Dominicana 2,2%
7. Bahamas 1,9%
8. Nicarágua 1,5%
9. Trinidad e Tobago 1,4%
10. Guiana 1,3%
11. Venezuela 1,1%
12. Colômbia 1,0%
13. Belize 1,0%
14. Honduras 0,9%
15. Porto Rico 0,7%
16. Panamá 0,5%
17. Islândia 0,5%
18. Guadalupe 0,4%
19. Argentina 0,2%
20. Guatemala 0,2%

Espiritismo, no caso do censo global, pode se referir a religiões de matrizes espiritualistas e sincretismos de práticas baseadas na crença em espíritos, como a santería, candomblé e umbanda, não necessariamente apenas ao espiritismo kardecista. Observe que todas essas estimativas vêm de uma única fonte. No entanto, essa fonte fornece uma indicação relativa do tamanho das comunidades espíritas em cada país. 

### Judaísmo

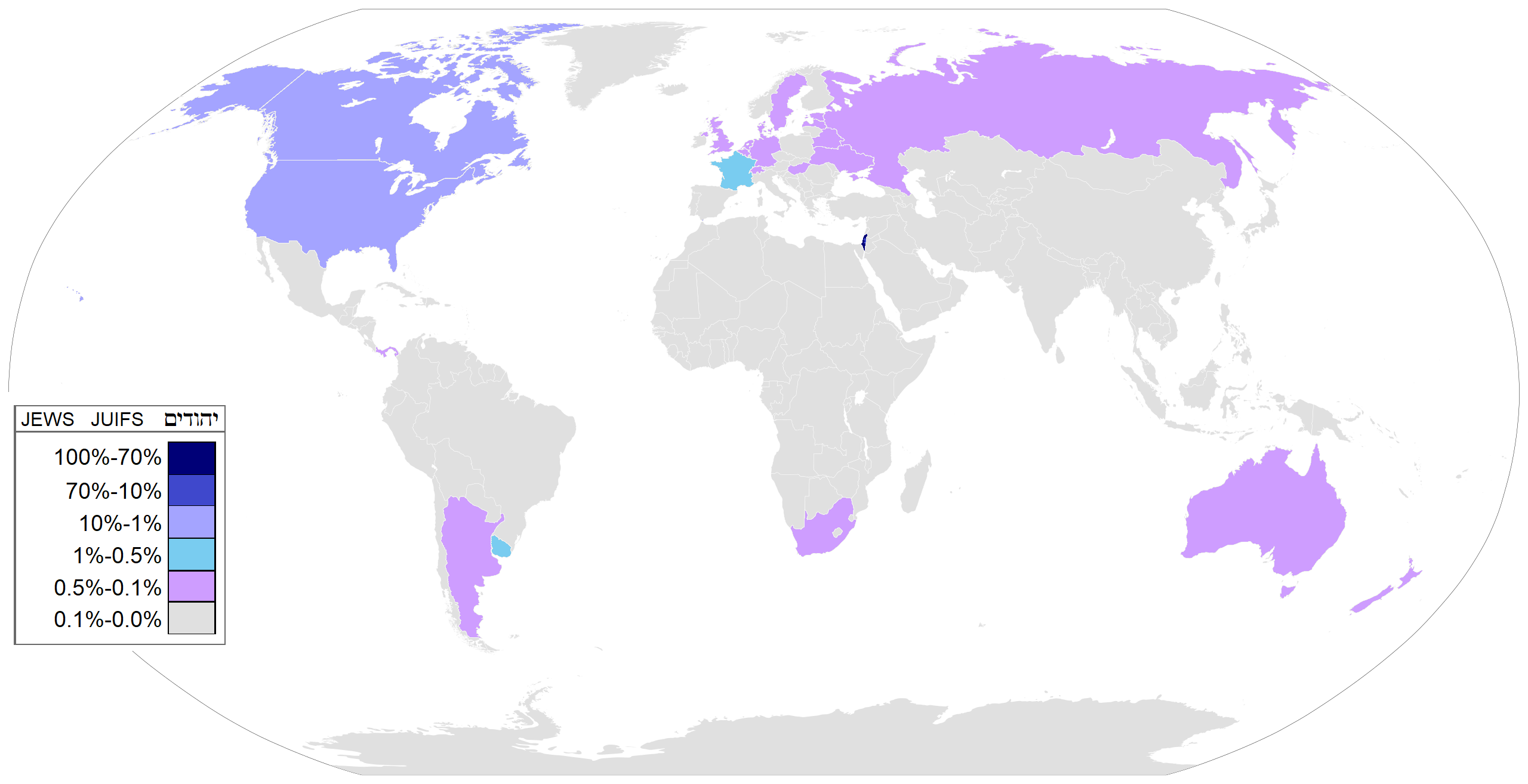
População judaica por país, 2016.

Países com a maior proporção de judeus (Desde 2017):
1. Israel 73,6%
2. Gibraltar 2,0%
3. Estados Unidos 1,76%
4. Canadá 1,07%
5. França 0,7%
6. Hungria 0,485%
7. Uruguai 0,483%
8. Austrália 0,47%
9. Reino Unido 0,44%
10. Argentina 0,41%
11. Ilhas Virgens Americanas 0,36%
12. Bélgica 0,259%
13. Panamá 0,250%
14. Letônia 0,24%
15. Suíça 0,22%
16. Países Baixos 0,17%
17. Nova Zelândia 0,16%
18. Estônia 0,154%
19. Bermudas 0,154%
20. Suécia 0,152%
21. Alemanha 0,14%
22. África do Sul 0,124%
23. Ucrânia 0,124%
24. Rússia 0,122%
25. Dinamarca 0,112%

### Báhá'ís
Países com a maior proporção de bahá'ís (Desde 2010) com uma população nacional ≥200.000:
1. Belize 2,5% (O Censo Demográfico de Belize 2010 registrou 202 bahá'ís de uma população total de 304.106,[100][101]produzindo uma proporção de 0,066%)
2. Bolívia 2,2%
3. Zâmbia 1,8%
4. Maurício 1,8% (O censo de Maurício em 2011 registrou 639 bahá'ís em uma população total de 1.236.817[102] produzindo uma proporção de 0,05%)
5. Guiana 1,6% (O censo da Guiana em 2002 registrou 500 bahá'ís de uma população total de 751.223[103] produzindo uma proporção de 0,067%)
6. Vanuatu 1,4%
7. Barbados 1,2% (O censo de Barbados em 2010 registrou 178 bahá'ís de uma população total de 250.010[104] produzindo uma proporção de 0,07%)
8. Trinidad e Tobago 1,2%
9. Panamá 1,2%
10. Quênia 1,0%
11. Lesoto 0,9%
12. Papua Nova Guiné 0.9%
13. Reunião 0,9%
14. Chade 0,9%
15. Botswana 0.8%
16. Gâmbia 0,8%
17. Suriname 0,8%
18. República do Congo 0,6%
19. Ilhas Salomão 0,6%
20. Venezuela 0,6%

Observações e fontes: «Most Baha'i Nations (2010)». QuickLists > Compare Nations > Religions. The Association of Religion Data Archives. 2010. que usou o "Banco de Dados Cristão Mundial" para estimativas de aderentes com base nas informações fornecidas pelo World Christian Encyclopedia e "World Christian Trends". Uma fonte cuja única falha sistemática foi de  consistentemente ter uma estimativa mais alta de cristãos do que outros conjuntos de dados internacionais. Ver «The Largest Baha'i Communities» para estimativas de 2000 entre todas as nações.

## Por população

### Cristãos
Maiores populações cristãs (Desde 2011): 
1. Estados Unidos 229.157.250[106] (detalhes)
2. Brasil 169.213.130[107]
3. Rússia 114.198.444[108]
4. México 106.204.560[109]
5. Nigéria 80.510.000[110]
6. Filipinas 78.790.000[111]
7. China 67.070.000[110]
8. República Democrática do Congo  63.150.000[110]
9. França 55.948.600
10. Itália 55.832.000
11. Etiópia 51.477.950
12. Alemanha 50.752.580[112]
13. Colômbia 44.502.000
14. Ucrânia 41.973.000
15. África do Sul 40.243.000
16. Espanha 38.568.000
17. Polônia 36.526.000
18. Quênia 33.625.790
19. Argentina 33.497.100
20. Reino Unido 33.200.417
21. Uganda 29.943.000
22. Índia 28.436.000
23. Venezuela 28.340.790
24. Peru 27.365.100
25. Indonésia 24.123.000

### Hindus
Maiores populações hindus (a partir de 2010): 
1. Índia 957.636.314
2. Nepal 21.354.570
3. Bangladesh 14.274.430
4. Indonésia 4.012.470[63]
5. Paquistão 2.603.895
6. Sri Lanka 2.554.606
7. Malásia 1.700.100
8. Estados Unidos 1.543.730
9. Emirados Árabes Unidos 1.239.610
10. África do Sul 749.870
11. Maurício 665.820
12. Reino Unido 630.000
13. Canadá 497.960
14. Tanzânia 403.570
15. Kuwait 328.440
16. Austrália 275.500
17. Singapura 264.370
18. Fiji 261.097
19. Trinidad e Tobago 240.100[53]
20. Myanmar 203.000[113]
21. Guiana 185.475 [114]
22. Butão 177.100
23. Suriname 120 785[115]
24. Alemanha 120.000

### Muçulmanos

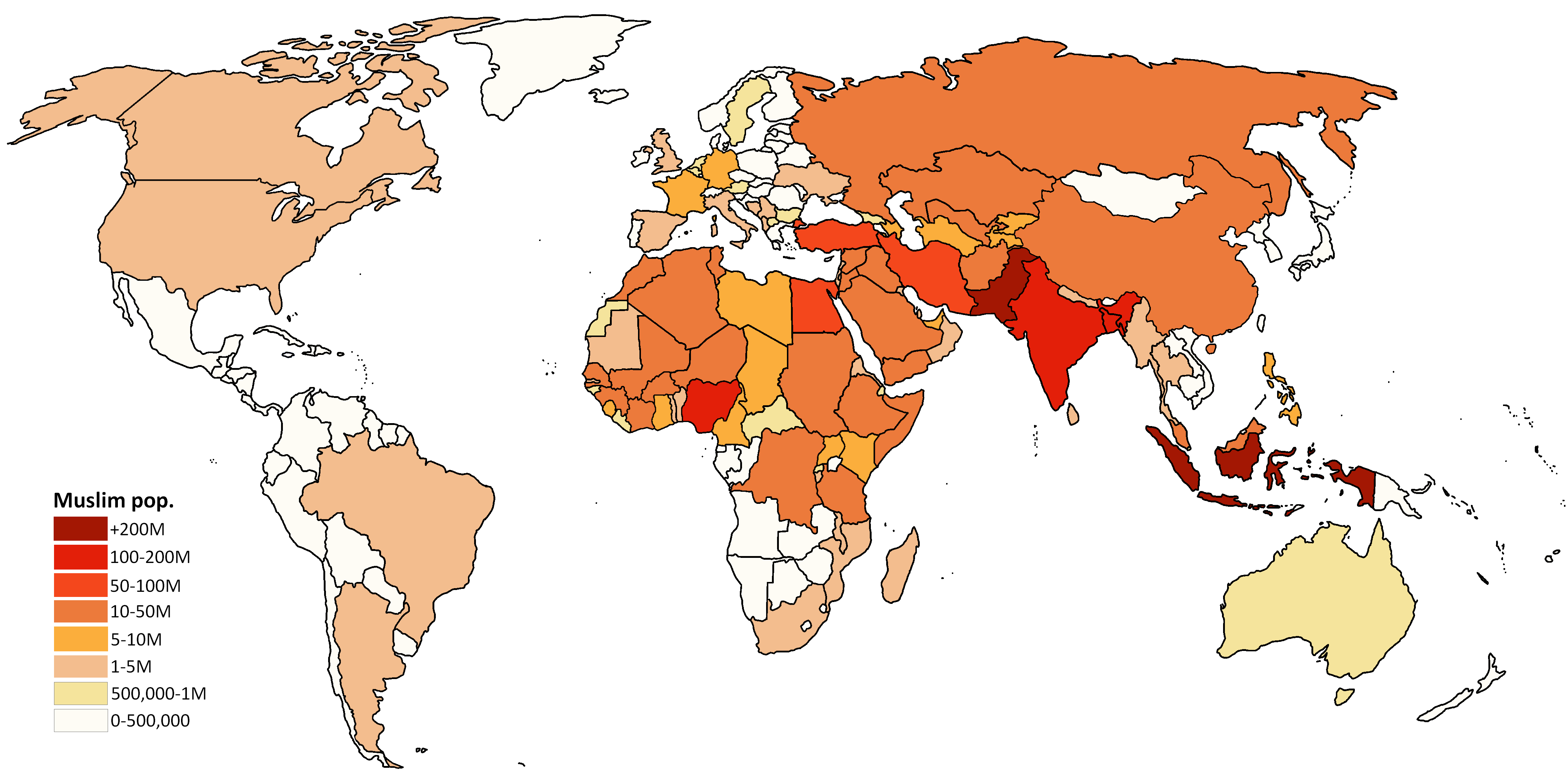
População muçulmana por país, 2009.

Maiores populações muçulmanas (a partir de 2017): 
1. Indonésia 245.000.000[63]
2. Paquistão 203.000.000
3. Índia 182.000.000
4. Bangladesh 142.937.800
5. Nigéria 90.000.000
6. Irã 73.238.340
7. Egito 70.056.000
8. Turquia 70.036.838
9. Argélia 36.092.810
10. Marrocos 31.351.800
11. Afeganistão 30.112.680
12. Sudão 30.064.180
13. Iraque 29.767.300
14. Etiópia 28.120.050
15. Arábia Saudita 26.624.560
16. Uzbequistão 25.628.240
17. Rússia 25.000.000[116]
18. Iêmen 23.836.523
19. China 20.095.870
20. Síria 19.601.750
21. Malásia 17.085.402

### Budistas
Maiores populações budistas
1. China 244.130.000
2. Tailândia 64.420.000
3. Japão 45.820.000
4. Myanmar 38.410.000
5. Sri Lanka 14.450.000
6. Vietnã 14.380.000
7. Camboja 13.690.000
8. Coreia do Sul 10.500.000
9. Índia 9.250.000
10. Malásia 5.010.000
11. Estados Unidos 3.800.023
12. Indonésia 1.710.000

### Sikhs
Maiores populações sikh
1. Índia 23.988.000[118]
2. Reino Unido 533.000[118]
3. Canadá  508.000[118]
4. Estados Unidos 372.000[118]
5. Austrália 123.000[118]
6. Bangladesh 100.000[119]
7. Malásia 80.900[118]
8. Myanmar 70.000
9. Emirados Árabes Unidos 65.900[118]
10. Arábia Saudita 64.900[118]
11. Tailândia 58.000[118]
12. Itália 52.300
13. Paquistão 50.000
14. Alemanha 40.000
15. Maurício 37.700
16. Quênia 20.000
17. Kuwait 20.000
18. Filipinas 20.000
19. Nova Zelândia 17.400
20. Indonésia 15.000
21. Singapura 14.500

### Espíritas
Maiores populações espíritas (conforme 2017):
1. Brasil 10.101.000
2. Cuba 1.951.000
3. Colômbia  498.000
4. Venezuela 339.000
5. Haiti 296.000
6. Jamaica 290.000
7. Estados Unidos 241.000
8. República Dominicana 235.000
9. Argentina 102.000
10. Nicarágua 91.500

Espiritismo, no caso do censo global, pode se referir a religiões de matrizes espiritualistas e sincretismos de práticas baseadas na crença em espíritos, como a santería, candomblé e umbanda, não necessariamente apenas ao espiritismo kardecista. Observe que todas essas estimativas vêm de uma única fonte. No entanto, essa fonte fornece uma indicação relativa do tamanho das comunidades espíritas em cada país.

### Judeus
Maiores populações judaicas (Desde 2017):
1. Israel 6.451.000
2. Estados Unidos 5.700.000
3. França 456.000
4. Canadá 390.000
5. Reino Unido 289.500
6. Argentina 180.500
7. Rússia 176.000
8. Alemanha 116.500
9. Austrália 113.200
10. Brasil 93.800
11. África do Sul 69.300
12. Ucrânia 53.000
13. Hungria 47.500
14. México 40.000
15. Países Baixos 29.800
16. Bélgica 29.300
17. Itália 27.300
18. Suíça 18.700
19. Chile 18.300
20. Uruguai 16.900
21. Turquia 15.300
22. Suécia 15.000
23. Espanha 11.800
24. Belarus 10.000
25. Panamá 10.000

### Bahá'ís
Maiores populações bahá'ís (Desde 2010) em países com uma população nacional ≥200.000:
1. Índia 1.897.651 (O Censo da Índia em 2011 registrou 4.572 bahá'ís[121][122])
2. Estados Unidos 512.864
3. Quênia 422.782
4. Vietnã 388.802
5. República Democrática do Congo 282.916
6. Filipinas 275.069
7. Irã 251.127
8. Zâmbia 241.112
9. África do Sul 238.532
10. Bolívia 215.359
11. Tanzânia 190.419
12. Venezuela 169.811
13. Uganda 95.098
14. Chade 94.499
15. Paquistão 87.259
16. Burma (Mianmar) 78,915
17. Colômbia 70.504
18. Malásia 67.549
19. Tailândia 65.096
20. Papua Nova Guiné 59.898

### Jains
Maiores populações jainistas (Desde 2005):
1. Índia 5.146.697
2. Estados Unidos 79.459
3. Quênia 68.848
4. Reino Unido 35.000
5. Canadá 12.101
6. Tanzânia 9.002
7. Nepal 6.800
8. Uganda 2.663
9. Burma 2.398
10. Malásia 2.052
11. África do Sul 1.918
12. Fiji 1.573
13. Japão 1.535
14. Bélgica 1.500
15. Austrália 1.449
16. Suriname 1.217
17. Irlanda 1.000
18. Reunião 981
19. Iêmen 229

### Zoroastrianos
Maiores populações zoroastrianas (conforme 2017):
- Índia 69.100
- Irã 68.900
- Estados Unidos  18.100
- Paquistão 7.200
- Reino Unido 5.000
- Afeganistão 4.400
- Austrália 4.200
- Canadá 3.700
- Tadjiquistão 2.800
- Cazaquistão 2.600

### Religiões
- Lista de populações religiosas por país
- Fé bahá'í por país
- Budismo por país
- Cristianismo por país
  - Catolicismo romano por país
  - Protestantismo por país
  - Ortodoxia Bizantina por país
  - Ortodoxia Oriental por país
- Hinduísmo por país
- Islão por país
- Judaísmo por país
- Siquismo por país